# Xiao Erya
Lo Xiao Erya (zh. 小爾雅T, 小尔雅S, Xiǎo ĚryǎP, Hsiao Erh-yaW, lett. "Piccolo [Er]ya") è un antico dizionario della lingua cinese integrante un altro, più celebre, dizionario, l'Erya del III secolo a.C. Già confluito nel 孔叢子T, KongcongziP, K'ung-ts'ung-tzuW, lett. "L'antologia del maestro della famiglia Kong", se ne svincolò nel XIX secolo grazie agli studi di Hu Chenggong (1776–1832).

## Storia
Allo stato attuale della ricerca, la compilazione del "Piccolo Erya" è datata alla prima fase della dinastia Han (206 a.C.–220 d.C.). c.d. "dinastia Han occidentale", quindi almeno un secolo dopo l'Erya (III secolo a.C.), e l'autore è identificato in Kong Fu (孔鮒, 264?–208 a.C.), membro del clan di Confucio (551–479 a.C.). Fu nella fattispecie lo studioso Hu Chenggong (1776–1832), autore dello 小爾雅義證T, Xiao Erya yizhengP, lett. "Esegesi e prova per Xiao Erya", ad accertare Kong Fu come autore ed a svincolare quindi l'opera dal corpus di dibattiti confuciani ove era confluita, il 孔叢子T, KongcongziP, K'ung-ts'ung-tzuW, lett. "L'antologia del maestro della famiglia Kong", smentendo inoltre l'errata esegesi secondo cui l'autore del Piccolo Erya sarebbe stato Wang Su (王肅, 195–256 d.C.) nell'ambito della sua contesa intellettuale con Zheng Xuan (鄭玄, 127–200 d.C.). In tempi più recenti, lo studioso Liu Hong-Yan ha confermato la datazione Han occidentale dell'opera suggerendo però che il compilatore provenisse dallo stato meridionale di Chu.

## Struttura dell'opera
Lo Xiao Erya conta 374 voci, molte meno del Erya che ne conta 2091.
Il Piccolo Erya semplifica la suddivisione semantica dei 19 capitoli del Erya in 13 capitoli, i cui capitoli antepongono al nome, quale prefisso, la parola 廣T, GuǎngP, lett. "Espansione" laddove invece nel Erya il prefisso era 釋T, ShiP, lett. "Spiegazione".
| Sezione | Sinogramma | Pinyin     | Traduzione                    | Capitolo di rif. in Erya |
| ------- | ---------- | ---------- | ----------------------------- | ------------------------ |
| 01      | 廣詁T      | Guǎnggǔ    | Espansione [a] Antiche Parole | 01                       |
| 02      | 廣言T      | Guǎngyán   | Espansione [a] Parole         | 02                       |
| 03      | 廣訓T      | Guǎngxùn   | Espansione [a] Istruzioni     | 03                       |
| 04      | 廣義T      | Guǎngyì    | Espansione [a] Rettitudine    | 04                       |
| 05      | 廣名T      | Guǎngmíng  | Espansione [a] Nomi           | X                        |
| 06      | 廣服T      | Guǎngfú    | Espansione [a] Vestiti        | 06                       |
| 07      | 廣器T      | Guǎngqì    | Espansione [a] Utensili       | 06                       |
| 08      | 廣物T      | Guǎngwù    | Espansione [a] Oggetti        | 13, 14                   |
| 09      | 廣鳥T      | Guǎngniǎo  | Espansione [a] Uccelli        | 17                       |
| 10      | 廣獸T      | Guǎngshòu  | Espansione [a] Bestie         | 18, 19                   |
| 11      | 廣度T      | Guǎngdù    | Espansione [a] Lunghezza      | X                        |
| 12      | 廣量T      | Guǎngliàng | Espansione [a] Volume         | X                        |
| 13      | 廣衡T      | Guǎnghéng  | Espansione [a] Pesi           | X                        |

Rispetto alla disposizione degli originari capitoli del Erya, le sezioni 1–3 dello Xiao Erya, definenti le parole astratte, sono identiche. Nonostante il titolo diverso (yi "rettitudine" invece di qin "parenti"), sia la Sezione 4 sia il Capitolo 4 ("Spiegazione dei parenti") definiscono i termini di parentela. Le sezioni 6 e 7 dividono il capitolo 6 ("Spiegazione degli utensili"). La sezione 8 di Xiao Erya combina i capitoli 13 ("Spiegazione delle piante") e 14 ("Spiegazione degli alberi"); la sezione 9 rispecchia la sezione 17; e la sezione 10 combina la sezione 18 ("Spiegazione degli animali") e 19 ("Spiegazione degli animali domestici"). Le sezioni 5 (termini funebri) e 11–13 (unità di misura) dello Xiao Erya sono invece precipue dell'opera, non comparendo nel Erya.